# Chestertown (Nowy Jork)
Chestertown – jednostka osadnicza w Stanach Zjednoczonych, w stanie Nowy Jork, w hrabstwie Warren.